# Gran Premio de Malasia de Motociclismo de 2010

Mapa del circuito internacional de Sepang.

El Gran Premio de Malasia de Motociclismo de 2010 fue la decimoquinta prueba del Campeonato del Mundo de Motociclismo de 2010. Tuvo lugar en el fin de semana del 8 al 10 de octubre de 2010 en el Circuito Internacional de Sepang, situado en Sepang, Selangor, Malasia. La carrera de MotoGP fue ganada por Valentino Rossi, seguido de Andrea Dovizioso y Jorge Lorenzo. Roberto Rolfo ganó la prueba de Moto2, por delante de Alex de Angelis y Andrea Iannone. La carrera de 125cc fue ganada por Marc Márquez, Pol Espargaró fue segundo y Nicolás Terol tercero.

## Resultados

### Resultados MotoGP
| Pos.            | N.º | Piloto           | Constructor | Vueltas | Tiempo    | Parrilla | Puntos |
| --------------- | --- | ---------------- | ----------- | ------- | --------- | -------- | ------ |
| 1               | 46  | Valentino Rossi  | Yamaha      | 20      | 41:03.448 | 6        | 25     |
| 2               | 4   | Andrea Dovizioso | Honda       | 20      | +0.224    | 3        | 20     |
| 3               | 99  | Jorge Lorenzo    | Yamaha      | 20      | +6.035    | 1        | 16     |
| 4               | 11  | Ben Spies        | Yamaha      | 20      | +13.676   | 4        | 13     |
| 5               | 19  | Álvaro Bautista  | Suzuki      | 20      | +15.402   | 8        | 11     |
| 6               | 69  | Nicky Hayden     | Ducati      | 20      | +18.826   | 2        | 10     |
| 7               | 7   | Hiroshi Aoyama   | Honda       | 20      | +20.218   | 14       | 9      |
| 8               | 58  | Marco Simoncelli | Honda       | 20      | +23.574   | 11       | 8      |
| 9               | 33  | Marco Melandri   | Honda       | 20      | +23.964   | 10       | 7      |
| 10              | 14  | Randy de Puniet  | Honda       | 20      | +31.850   | 13       | 6      |
| 11              | 40  | Héctor Barberá   | Ducati      | 20      | +38.579   | 15       | 5      |
| 12              | 36  | Mika Kallio      | Ducati      | 20      | +38.849   | 16       | 4      |
| NC              | 5   | Colin Edwards    | Yamaha      | 14      | +6 laps   | 7        |        |
| Ret             | 41  | Aleix Espargaró  | Ducati      | 6       | Caída     | 12       |        |
| Ret             | 65  | Loris Capirossi  | Suzuki      | 4       | Ret       | 9        |        |
| Ret             | 27  | Casey Stoner     | Ducati      | 0       | Caída     | 5        |        |
| Reporte Oficial |     |                  |             |         |           |          |        |

Notas:
- Pole Position :  Jorge Lorenzo, 2:01.537
- Vuelta Rápida :  Valentino Rossi, 2:02.117

### Resultados Moto2
| Pos.            | N.º | Piloto                | Constructor | Vueltas | Tiempo    | Parrilla | Puntos |
| --------------- | --- | --------------------- | ----------- | ------- | --------- | -------- | ------ |
| 1               | 44  | Roberto Rolfo         | Suter       | 19      | 41:09.412 | 5        | 25     |
| 2               | 15  | Alex de Angelis       | MotoBi      | 19      | +0.040    | 2        | 20     |
| 3               | 29  | Andrea Iannone        | Speed Up    | 19      | +5.915    | 6        | 16     |
| 4               | 24  | Toni Elías            | Moriwaki    | 19      | +6.322    | 4        | 13     |
| 5               | 6   | Alex Debón            | FTR         | 19      | +11.912   | 10       | 11     |
| 6               | 17  | Karel Abrahám         | FTR         | 19      | +12.458   | 7        | 10     |
| 7               | 65  | Stefan Bradl          | Suter       | 19      | +12.519   | 22       | 9      |
| 8               | 77  | Dominique Aegerter    | Suter       | 19      | +12.589   | 11       | 8      |
| 9               | 16  | Jules Cluzel          | Suter       | 19      | +15.010   | 13       | 7      |
| 10              | 3   | Simone Corsi          | MotoBi      | 19      | +16.707   | 39       | 6      |
| 11              | 55  | Héctor Faubel         | Suter       | 19      | +20.179   | 17       | 5      |
| 12              | 25  | Alex Baldolini        | I.C.P.      | 19      | +20.462   | 14       | 4      |
| 13              | 68  | Yonny Hernández       | BQR-Moto2   | 19      | +21.638   | 27       | 3      |
| 14              | 56  | Michael Ranseder      | Suter       | 19      | +22.388   | 9        | 2      |
| 15              | 71  | Claudio Corti         | Suter       | 19      | +24.512   | 12       | 1      |
| 16              | 14  | Ratthapark Wilairot   | Bimota      | 19      | +26.366   | 23       |        |
| 17              | 80  | Axel Pons             | Pons Kalex  | 19      | +30.730   | 24       |        |
| 18              | 9   | Kenny Noyes           | Promoharris | 19      | +31.080   | 25       |        |
| 19              | 10  | Fonsi Nieto           | Moriwaki    | 19      | +32.239   | 16       |        |
| 20              | 53  | Valentin Debise       | ADV         | 19      | +33.804   | 29       |        |
| 21              | 60  | Julián Simón          | Suter       | 19      | +39.448   | 1        |        |
| 22              | 87  | Mohamad Zamri Baba    | Moriwaki    | 19      | +46.031   | 31       |        |
| 23              | 5   | Joan Olivé            | Promoharris | 19      | +47.257   | 28       |        |
| 24              | 8   | Anthony West          | MZ-RE Honda | 19      | +50.058   | 26       |        |
| 25              | 28  | Kazuki Watanabe       | Suter       | 19      | +50.830   | 32       |        |
| 26              | 63  | Mike di Meglio        | Suter       | 19      | +51.971   | 19       |        |
| 27              | 39  | Robertino Pietri      | Suter       | 19      | +59.155   | 34       |        |
| 28              | 66  | Hiromichi Kunikawa    | Bimota      | 19      | +1:16.759 | 38       |        |
| 29              | 95  | Mashel Al Naimi       | BQR-Moto2   | 19      | +1:43.949 | 37       |        |
| Ret             | 2   | Gábor Talmácsi        | Speed Up    | 13      | Caída     | 15       |        |
| Ret             | 45  | Scott Redding         | Suter       | 13      | Ret       | 8        |        |
| Ret             | 40  | Sergio Gadea          | Pons Kalex  | 13      | Ret       | 21       |        |
| Ret             | 35  | Raffaele de Rosa      | Tech 3      | 10      | Ret       | 20       |        |
| Ret             | 72  | Yuki Takahashi        | Tech 3      | 8       | Caída     | 18       |        |
| Ret             | 12  | Thomas Lüthi          | Moriwaki    | 7       | Caída     | 3        |        |
| Ret             | 61  | Vladimir Ivanov       | Moriwaki    | 6       | Caída     | 33       |        |
| Ret             | 46  | Javier Forés          | Bimota      | 6       | Ret       | 30       |        |
| Ret             | 70  | Ferruccio Lamborghini | Moriwaki    | 6       | Ret       | 36       |        |
| Ret             | 88  | Yannick Guerra        | Moriwaki    | 1       | Caída     | 35       |        |
| Reporte Oficial |     |                       |             |         |           |          |        |

Notas:
- Pole Position :  Julián Simón, 2:08.562
- Vuelta Rápida :  Julián Simón, 2:08.691

### Resultados 125cc
| Pos.            | N.º | Piloto              | Constructor | Vueltas | Tiempo       | Parrilla | Puntos |
| --------------- | --- | ------------------- | ----------- | ------- | ------------ | -------- | ------ |
| 1               | 93  | Marc Márquez        | Derbi       | 18      | 40:29.035    | 1        | 25     |
| 2               | 44  | Pol Espargaró       | Derbi       | 18      | +2.341       | 4        | 20     |
| 3               | 40  | Nicolás Terol       | Aprilia     | 18      | +3.656       | 3        | 16     |
| 4               | 7   | Efrén Vázquez       | Derbi       | 18      | +6.780       | 5        | 13     |
| 5               | 38  | Bradley Smith       | Aprilia     | 18      | +7.133       | 2        | 11     |
| 6               | 11  | Sandro Cortese      | Derbi       | 18      | +7.297       | 6        | 10     |
| 7               | 12  | Esteve Rabat        | Aprilia     | 18      | +26.648      | 7        | 9      |
| 8               | 39  | Luis Salom          | Aprilia     | 18      | +29.339      | 8        | 8      |
| 9               | 71  | Tomoyoshi Koyama    | Aprilia     | 18      | +29.339      | 9        | 7      |
| 10              | 35  | Randy Krummenacher  | Aprilia     | 18      | +29.365      | 10       | 6      |
| 11              | 14  | Johann Zarco        | Aprilia     | 18      | +36.329      | 11       | 5      |
| 12              | 23  | Alberto Moncayo     | Aprilia     | 18      | +37.545      | 14       | 4      |
| 13              | 26  | Adrián Martín       | Aprilia     | 18      | +51.262      | 15       | 3      |
| 14              | 84  | Jakub Kornfeil      | Aprilia     | 18      | +54.634      | 19       | 2      |
| 15              | 78  | Marcel Schrötter    | Honda       | 18      | +54.635      | 18       | 1      |
| 16              | 63  | Zulfahmi Khairuddin | Aprilia     | 18      | +58.581      | 22       |        |
| 17              | 69  | Louis Rossi         | Aprilia     | 18      | +1:15.218    | 17       |        |
| 18              | 72  | Marco Ravaioli      | Lambretta   | 18      | +1:15.595    | 23       |        |
| 19              | 96  | Tommaso Gabrielli   | Aprilia     | 18      | +2:00.178    | 26       |        |
| Ret             | 99  | Danny Webb          | Aprilia     | 11      | Caída        | 12       |        |
| Ret             | 52  | Danny Kent          | Lambretta   | 11      | Ret          | 13       |        |
| Ret             | 53  | Jasper Iwema        | Aprilia     | 7       | Ret          | 24       |        |
| Ret             | 50  | Sturla Fagerhaug    | Aprilia     | 6       | Ret          | 21       |        |
| Ret             | 15  | Simone Grotzkyj     | Aprilia     | 5       | Caída        | 16       |        |
| Ret             | 87  | Luca Marconi        | Aprilia     | 5       | Ret          | 25       |        |
| Ret             | 32  | Lorenzo Savadori    | Aprilia     | 3       | Ret          | 20       |        |
| DNS             | 94  | Jonas Folger        | Aprilia     |         | No participó |          |        |
| Reporte Oficial |     |                     |             |         |              |          |        |

Notas:
- Pole Position :  Marc Márquez, 2:13.398
- Vuelta Rápida :  Marc Márquez, 2:13.773